# Marne van Opstal
Marne van Opstal (Velden, 2 mei 1990) is een Nederlands danser, choreograaf en movement director. Hij werkte van augustus 2009 tot 2020 bij het Nederlands Dans Theater. Hier werkte hij samen met gerenommeerde choreografen als Jiří Kylián, Paul Lightfoot & Sol León, Ohad Naharin, Hans van Manen, Franck Chartier, Gabriella Carrizo, Crystal Pite, Hofesh Shechter, Sharon Eyal, Johan Inger, Alexander Ekman.
Samen met zijn zus Imre vormt Van Opstal een choreografenduo. Zij creëerden in 2019 Take Root voor het Nederlands Dans Theater 1 in het programma Second Nature waarvoor zij werden genomineerd voor een Zwaan Award voor 'meest indrukwekkende dansproductie 2019'. In 2017 creëerden zij The Grey voor het Nederlands Dans Theater 2 in het programma Smoke and Mirrors.
En in 2014 en 2015 de werken LiNK en John Doe voor Up&Coming Choreographers voor het Nederlands Dans Theater 2.
Van Opstal volgde de Vooropleiding Dans aan het Valuascollege in Venlo, onder leiding van Liesbeth Wiertz. Hij danste als twaalfjarige in een productie van Introdans voor de Jeugd genaamd 'Mmmozart'. Tijdens het dansconcours 'Tanzolymp' in Berlijn won Van Opstal een speciale prijs voor 'aanstormend talent'.
Van Opstal vervolgde zijn opleiding aan de Dansvakopleiding van het Koninklijk Conservatorium in Den Haag. Hij stond onder andere in Notenkraker en Muizenkoning van het Nationale Ballet. Ook was hij te zien in Lijnrecht van Introdans, waar hij op dat moment stagiair was. Verder stond hij in het programma Twools 11 van het Scapino Ballet uit Rotterdam, met het stuk Focus dat speciaal door Ed Wubbe gemaakt werd voor De avond van de jonge danser. De avond van de jonge danser was een televisieprogramma van de NTR waarin vier geselecteerde dansers van verschillende dansacademies het tegen elkaar opnamen. Van Opstal rolde hier als winnaar uit.
In 2011 won hij de Limburg Cultuurprijs en in 2014 werd hij genomineerd voor de Zilveren Zwaan: voor de meest indrukwekkende dansprestatie" voor zijn rol in Uprising van Hofesh Shechter.
Dans was normaal in het gezin waarin Van Opstal in Velden opgroeide. Zijn oudere zus Myrthe was eveneens danseres bij het "Nederlands Dans Theater 1&2". Nog twee zussen Imre en Xanthe dansten ook bij het Nederlands Dans Theater – en hebben beiden ook gedanst  bij Batsheva Dance Company in Israël onder leiding van Ohad Naharin. De NTR maakte over hun vieren de documentaire Same Difference die op 13 oktober 2013 werd uitgezonden door de publieke omroep.